# Hagley Oval
Das Hagley Oval (früher Hagley Park New) ist ein Cricketstadion im Hagley Park in Christchurch, Neuseeland. Das Cricketfeld wurde 1851 erbaut und das erste offiziell aufgezeichnete Match fand 1867 statt. Seit 1886 ist das Hagley Oval das Heimatstadion des Cricketteams von Canterbury. Seit 2014 ist das Oval Austragungsort für internationale Test-Matches und One-Day Internationals.

## Kapazität & Infrastruktur
Das Stadion hat eine Kapazität von 18.000 Plätzen. Die beiden Wicketenden sind das Port Hills End und das City End.

## Internationales Cricket
Trotz der langen Crickettradition an diesem Ort fand das erste internationale Test-Match erst 2014 statt. Zuvor wurden internationale Spiele in Christchurch im Lancaster Park ausgetragen. Nach dem Erdbeben 2011 entschloss man sich das Oval auszubauen, was Proteste hervorrief. Der erste Test fand in dem Stadion im Dezember 2014 gegen Sri Lanka statt. Beim Cricket World Cup 2015 wurden hier drei Vorrundenspiele ausgetragen, sowie der neuseeländische Teil der Eröffnungsfeier abgehalten.

## Nationales Cricket
Seit 1886 ist das Hagley Oval das Heimatstadion des Cricketteams von Canterbury.